# Paul de Viviès
Pour les articles homonymes, voir Viviès (homonymie).

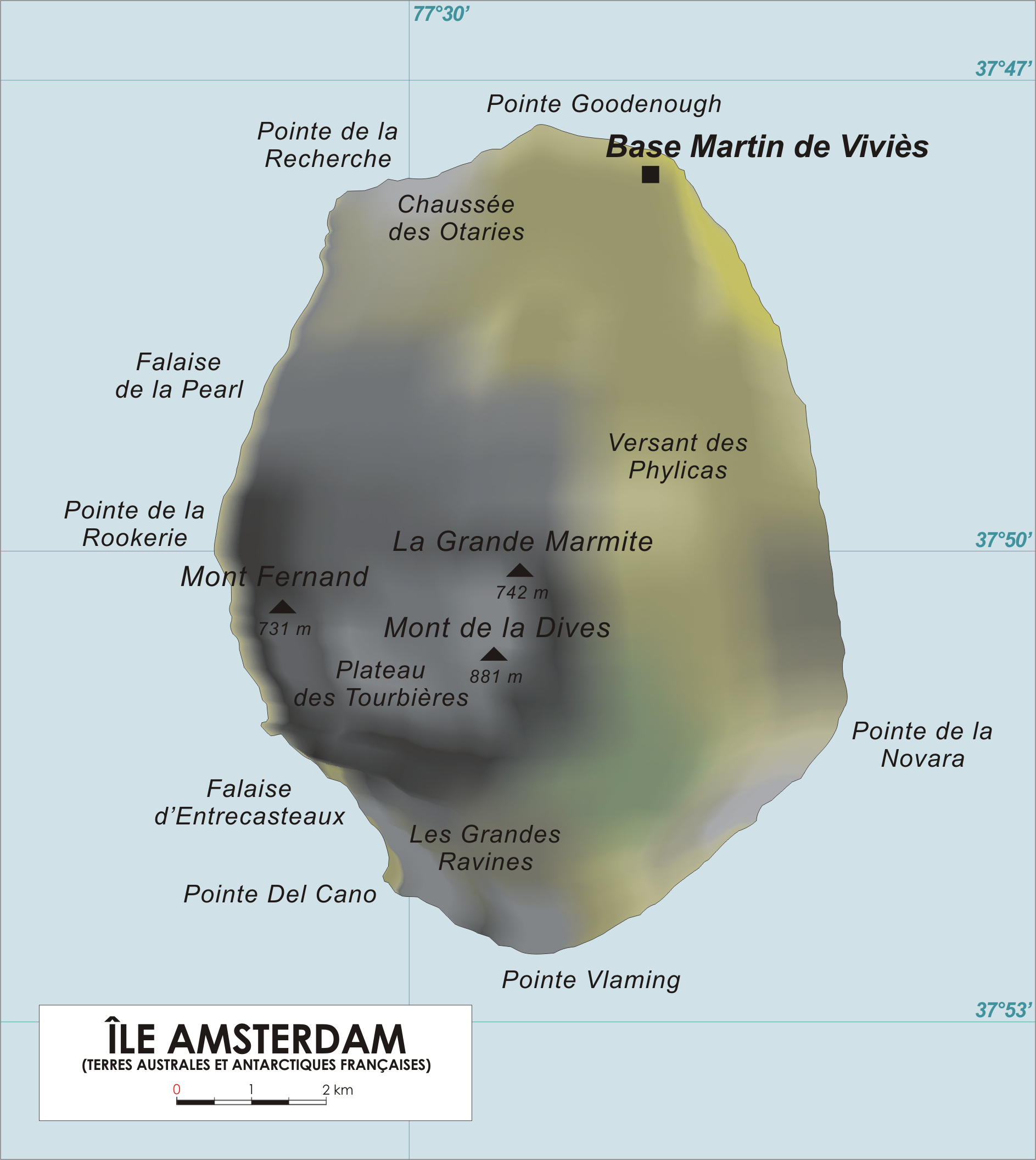
Carte de l’île d’Amsterdam

Paul de Martin de Viviès, ou simplement Paul de Viviès, né le 20 mai 1908 à Tauriac (Tarn) et mort le 17 décembre 1971 à Boulogne-Billancourt (Hauts-de-Seine), est un météorologue et explorateur français.
Son nom a été donné à la base scientifique permanente (la base Martin-de-Viviès) qu'il a contribué à créer sur l'île Amsterdam, faisant partie des Terres australes et antarctiques françaises (TAAF).

## Carrière
Paul de Viviès a été membre du service météorologique de Tamatave puis ingénieur en chef à la météorologie nationale. Il termine sa carrière comme secrétaire de la présidence de l'Organisation météorologique mondiale (OMM), dépendant de l'ONU. Il a également été le représentant de l'OMM à plusieurs sessions de l'UNESCO, notamment en 1948 et 1949.

## Expéditions
Paul de Viviès mena plusieurs expéditions mais la plus célèbre fut celle qui le conduit sur l'île Amsterdam. En décembre 1949, il partit de La Réunion et arriva sur l'île avec une vingtaine de collaborateurs parmi lesquels Alfred Faure, futur fondateur de la base des îles Crozet. Cette mission, qu'il dirigeait, avait pour but d'installer la première base météorologique des Terres australes et antarctiques françaises. Celle-ci fut installée en huit mois et porte son nom.

## Distinctions et hommages

### Décorations honorifiques
- Chevalier des Palmes académiques
- Officier du Nichan Iftikhar
- Médaille commémorative des services volontaires dans la France libre
- Médaille de l'Aéronautique
- Chevalier de l'ordre de l'Étoile d'Anjouan (1950)
- Chevalier de la Légion d'honneur (1950)

### Autres
- Ingénieur en chef honoraire à la Météorologie nationale
- Base baptisée Martin-de-Viviès aux îles Saint-Paul et Nouvelle-Amsterdam (TAAF)
- En 1982, l'administration des TAAF a fait éditer un timbre-poste à son effigie (d'une valeur de 1,60 franc)